# まりも号脱線事件

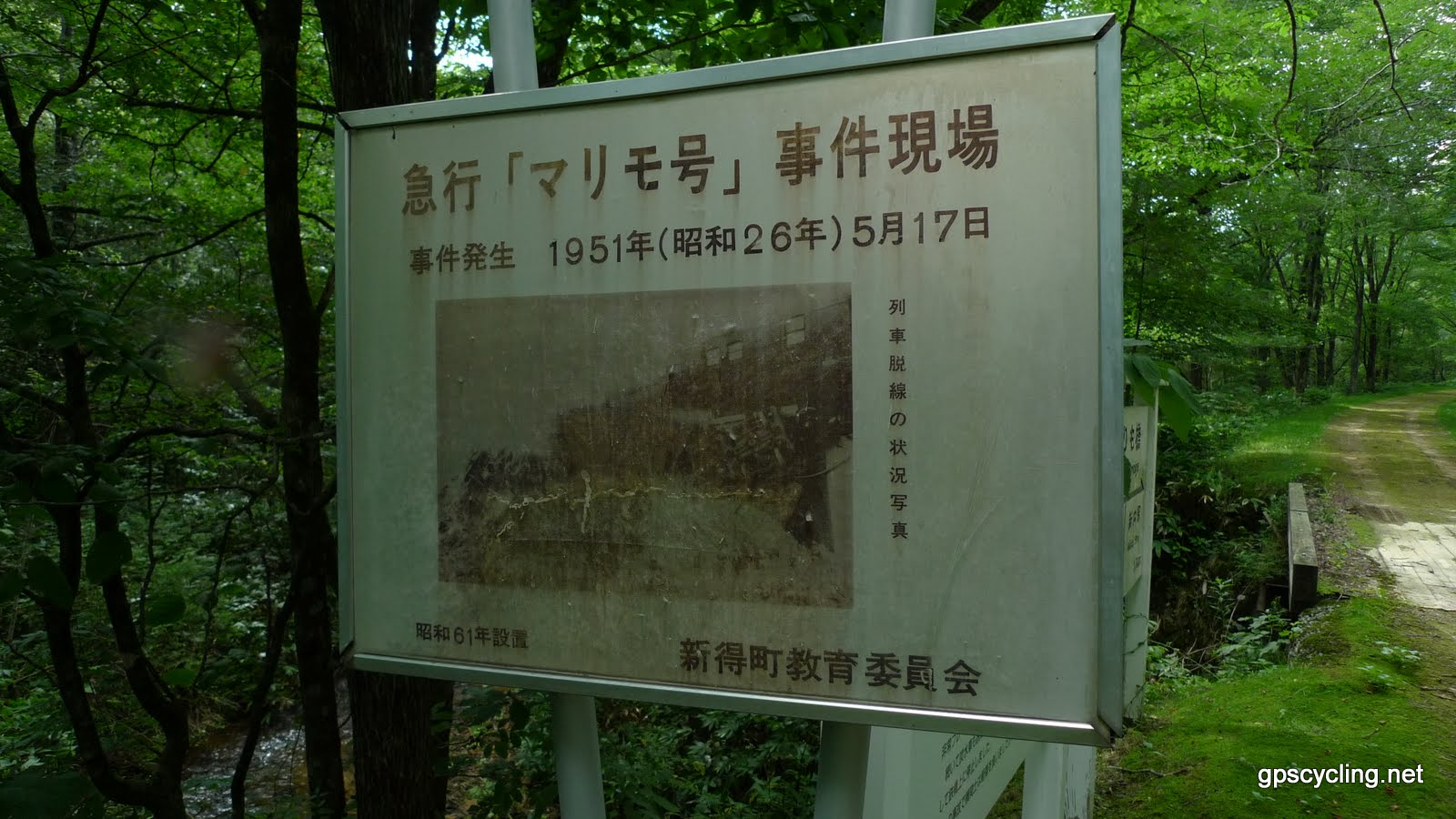
事故現場に設置された案内板

まりも号脱線事件（まりもごうだっせんじけん）は、1951年（昭和26年）に日本国有鉄道（国鉄）の急行列車「まりも」号が北海道上川郡新得町郊外の根室本線（旧線）で脱線させられた未解決事件。何者かがレールを故意にずらし、脱線転覆を図った列車往来危険事件である。
専門的な知識や技術が要求される犯行であるため、当初は内部犯行の容疑が掛けられ、約600人の国鉄および労働組合関係者が捜査対象となったが、未解決に終わった。

## 概要
1951年（昭和26年）5月17日1時25分、釧路発函館行きの上り急行「まりも」4レ（C57形蒸気機関車104号機牽引、客車9両、D51形蒸気機関車〈番号不詳〉推進）が、新得駅を出て狩勝峠にさしかかったところの新内第1号橋梁（現・まりも橋）付近で脱線した。蒸気機関車が左側線路外に逸脱して宙吊り状態になったものの、幸いなことに上り坂で速度が出ていなかったこともあり、乗客約470名にけがはなく、機関士2名が軽傷を負っただけであった。仮に勾配を下る列車であったならば、速度も増し、より多くの死傷者が出ていたものと考えられている。
脱線の原因はレールの継ぎ目板を外してレールを4 cmずらすというものであり、1949年（昭和24年）に発生した松川事件の状況と類似していた。また、新得が大規模な労働争議（狩勝トンネル争議）が行われていた場所であったことから、警察は国鉄関係者、とりわけ労働組合関係者を重点的に600名ともいわれるほどの規模で事情聴取を行った。一方、「まりも」の荷物車には200万円の現金が積まれていたことから、現金強奪を狙った可能性もあるとして両面からの捜査が行われた。
しかし、有力な物的証拠や目撃証言等が得られず捜査は難航した。「事件解決の名を借りた組合叩き」との批判も噴出する中、詳細は解明されないまま未解決事件となった。

## 備考
脱線現場を挟む根室本線の区間は狩勝峠を越える難所で、1966年（昭和41年）に新狩勝トンネル経由の新線に切り替えられた。旧線跡は狩勝実験線に転用されたが、それも1979年（昭和54年）に廃止された。その後は遊歩道「狩勝ポッポの道」として整備されており、脱線現場である長さ3 mほどの橋の脇には新得町教育委員会によって事件の案内板が建てられている。『新得町史』がこの事件を紹介しているほか、地元NPO法人「旧狩勝線を楽しむ会」が草刈りなど現場を整備している。